# Kim Jong-su (tiratore)
Kim Jong-su (in chosŏn'gŭl: 김정수; 1º gennaio 1977) è un tiratore a segno nordcoreano.
Ha conquistato una medaglia di bronzo alle Olimpiadi di Atene 2004 e due medaglie di bronzo alle Olimpiadi di Pechino 2008, ma in questa seconda occasione gli sono state in seguito revocate per doping.

## Palmarès

### Olimpiadi
- 1 medaglia:
  - 1 bronzo (Atene 2004 nella pistola 50 m)